# Термотаксис
Термотаксис (от греч. therme — тепло и τάξις — строй, порядок, расположение по порядку) — это направленное движение живых организмов в зону оптимальной температуры на Земле.

## Изучение явления
Термотаксисы изучались у водных и наземных животных с помощью термоградиент-прибора, предложенного К. Гертером (1929) и усовершенствованного Н. И. Калабуховым (1951).

## Разновидности
- Положительный термотаксис — движение в сторону источника тепла.
- Отрицательный термотаксис — движение в обратную сторону от источника тепла.